# Jair Marinho
Jair Marinho de Oliveira, kurz Jair Marinho (* 17. Juli 1936 in Santo Antônio de Pádua, Rio de Janeiro; † 7. März 2020 in Niterói) war ein brasilianischer Fußballspieler.

## Karriere
Er spielte als Abwehrspieler. Die meiste Zeit war er für den Fluminense FC aus Rio de Janeiro aktiv. Für diesen bestritt er 284 Spiele (drei Tore). Sein größter Erfolg war der Gewinn der Fußball-Weltmeisterschaft 1962.

## Nationalmannschaft
Jair Marinho bestritt vier Länderspiele für Brasilien. 1962 wurde er Weltmeister, kam allerdings nicht zum Einsatz.

## Erfolge
Nationalmannschaft
- Fußball-Weltmeisterschaft: 1962

Fluminense
- Staatsmeisterschaft von Rio de Janeiro: 1959
- Torneio Rio-São Paulo: 1957, 1960

## Trivia
Nach seiner aktiven Laufbahn war er als Scout aktiv. Eine seiner Entdeckungen war Leonardo.
Mit seinem ehemaligen Mitspieler Altair von Fluminense war er bis ins hohe Alter befreundet und pflegte ihn, als dieser an Alzheimer erkrankte.